# Jakobstad
Jakobstad (Fins: Pietarsaari) is een gemeente en stad in de Finse provincie West-Finland en in de Finse regio Österbotten. De gemeente heeft een totale landoppervlakte van 88,45 km² en telt 19.207 inwoners (2022).
Jakobstad is een tweetalige gemeente met Zweeds als meerderheidstaal (± 55%) en Fins als minderheidstaal.

## Naam
De stad werd in 1652 gesticht door Ebba Brahe kort na de dood van haar echtgenoot Jakob De la Gardie en werd naar hem vernoemd.

## Sport
Voetbalclub FF Jaro heeft als thuisbasis het Jakobstads Centralplanstadion. Het kent een lange geschiedenis in de Veikkausliiga.

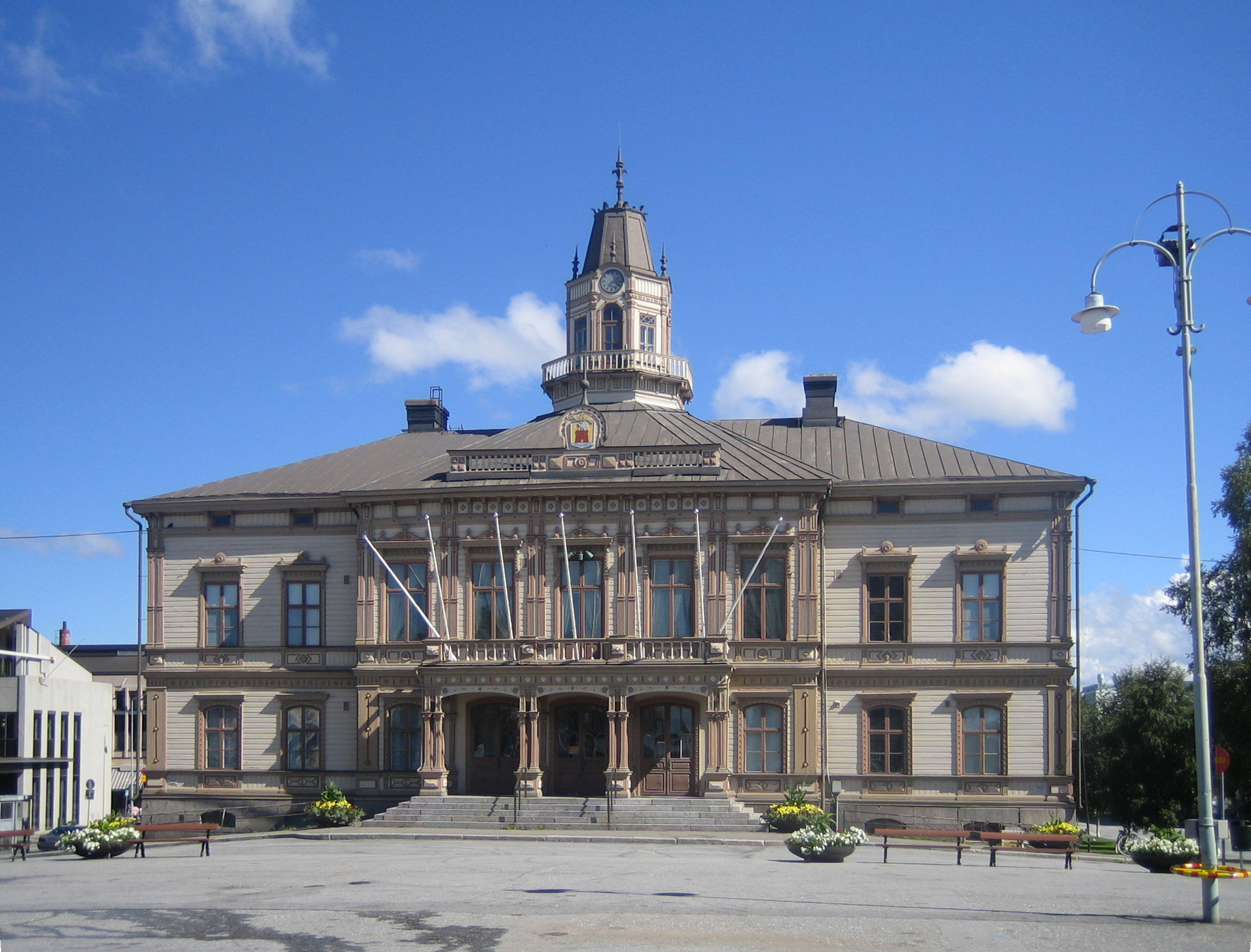
Gemeentehuis
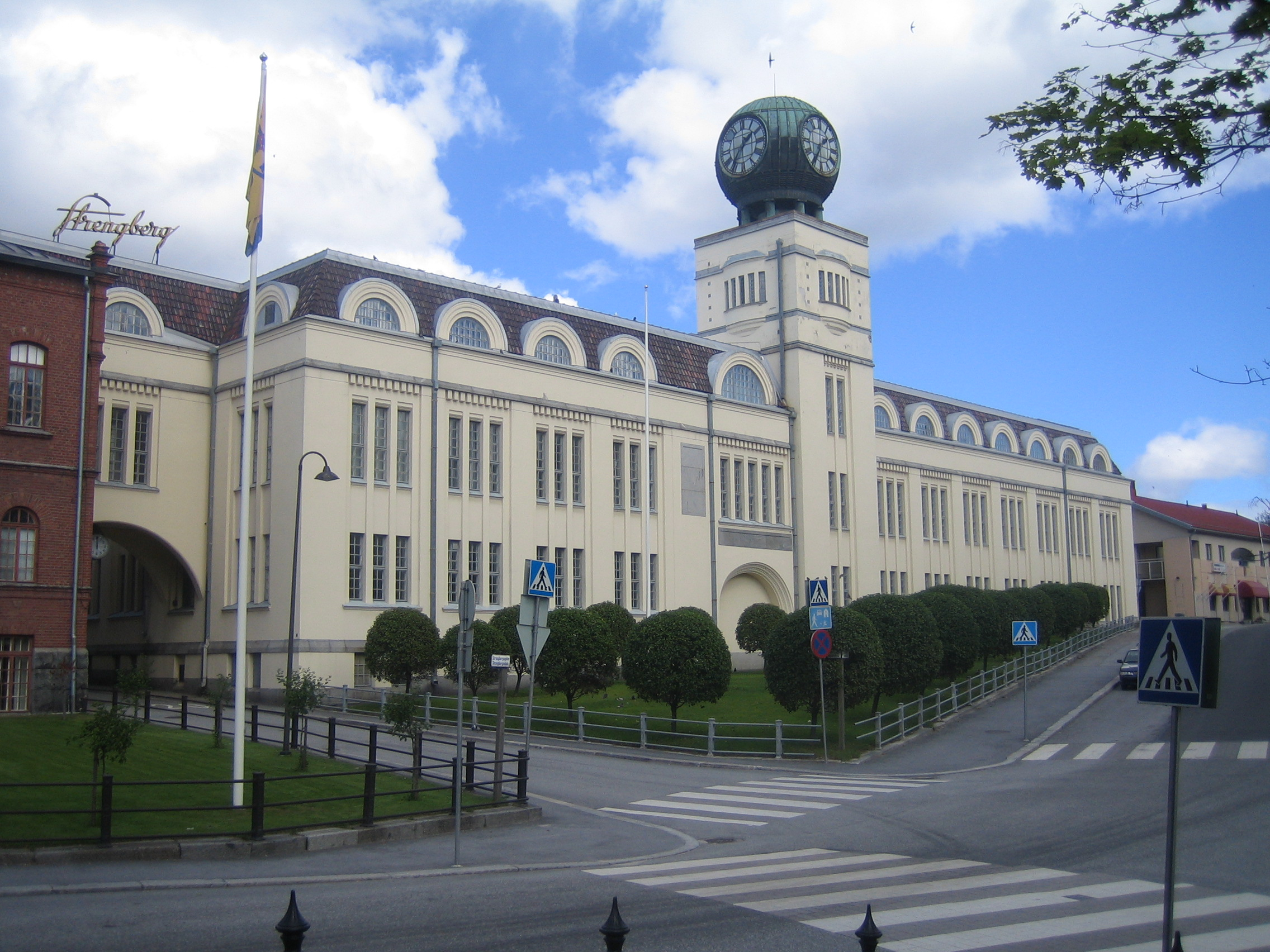
Tabaksfabriek